# Tom Clancy's The Division Resurgence
Tom Clancy's The Division Resurgence là một game di động bắn súng góc nhìn thứ ba nhiều người chơi miễn phí được phát triển bởi Ubisoft. Bối cảnh diễn ra trong cùng một thế giới với Tom Clancy's The Division và Tom Clancy's The Division 2, mặc dù sẽ có một câu chuyện độc lập so với hai trò chơi đầu tiên. Tựa game đầu tiên được công bố với một đoạn giới thiệu vào ngày 7 tháng 7 năm 2022, trò chơi sẽ được phát hành cho các thiết bị iOS và Android.